# Sekundærrute 215
Sekundærrute 215 er en rutenummereret landevej på Sjælland.
Ruten strækker sig fra Ringsted til Ugerløse.
Rute 215 har en længde på ca. 18 km.